# هيرنان فيرا
هيرنان فيرا (بالإسبانية: Hernán Vera)‏ هو ممثل مكسيكي، ولد في 28 أكتوبر 1892 في ماردة في المكسيك، وتوفي في 29 يناير 1964 في مدينة مكسيكو في المكسيك.

## وصلات خارجية
- هيرنان فيرا على موقع IMDb (الإنجليزية)
- هيرنان فيرا على موقع قاعدة بيانات الفيلم (الإنجليزية)